# Nikare
Nikare (cũng là Nikare I) là một pharaon Ai Cập của vương triều thứ Tám trong giai đoạn đầu Thời kỳ Chuyển tiếp thứ nhất (2181–2055 TCN), vào thời điểm đó Ai Cập có thể đã bị chia cắt thành nhiều phe phái khác nhau. Theo các nhà Ai Cập học Kim Ryholt, Jürgen von Beckerath và Darell Baker thì ông là vị vua thứ Chín của vương triều thứ Tám. Do vậy trung tâm quyền lực của Nikare sẽ đặt tại Memphis.

## Chứng thực
Nikare chỉ được biết đến đôi chút nhờ vào bản danh sách vua Abydos, một bản danh sách vua được biên soạn dưới triều đại của Seti I, tại đó tên của ông xuất hiện ở mục thứ 48. Nikare có thể cũng đã được đề cập tới trên cuộn giấy cói Turin nhưng tên và độ dài triều đại của ông đã bị mất do một vết hổng lớn ảnh hưởng tới các vị vua từ thứ 2 tới thứ 11 của vương triều thứ Tám.

## Hiện vật
Theo nhà Ai Cập học Peter Kaplony, chỉ có một con dấu hình trụ bằng sứ mà có thể khắc tên của Nikare và như vậy nó có thể sẽ là sự chứng thực cùng thời duy nhất của vị vua này.
Một bản vàng, ngày nay nằm tại Bảo tàng Anh quốc, đã được chạm khắc cùng với tên của ông và của Neferkamin, tuy nhiên ngày nay người ta tin rằng nó là đồ giả.